# Nunam Iqua
Nunam Iqua ist ein Ort mit dem Status einer City in der Kusilvak Census Area in Alaska. Das U.S. Census Bureau hatte bei der Volkszählung 2020 eine Einwohnerzahl von 217 ermittelt. Das Eskimo-Dorf liegt im Yupik-Sprachenraum.

## Geographie
Nunam Iqua befindet sich im Westen von Alaska an einem linken Mündungsarm des Yukon River, knapp 5 km südlich der Mündung des Hauptarms ins Meer. Nunam Iqua liegt wenige Meter über dem Meeresspiegel im Schutzgebiet Yukon Delta National Wildlife Refuge. Der Ort verfügt über einen Flugplatz. Der nächstgelegene Ort ist Alakanuk, etwa 19 km nordnordöstlich.

## Geschichte
„Nunam Iqua“ bedeutet in der Yupik-Sprache in etwa „das Ende des Landes“. Der Ort hießt ursprünglich „Sheldon Point“. Sheldon Point erschien erstmals beim Zensus im Jahr 1950 als ein „unincorporated village“. 1994 erhielt der Ort den Status einer „City“. 1999 wurde der Ortsname zu „Nunam Iqua“ geändert. Die Bewohner des Eskimo-Dorfs leben von kommerziellem Fischfang und von Subsistenzwirtschaft. Der Verkauf, die Einfuhr und der Besitz von Alkohol sind in Nunam Iqua verboten.

## Demografie
Zum Zeitpunkt der Volkszählung im Jahre 2020 (U.S. Census 2020) hatte Nunam Iqua 217 Einwohner auf einer Landfläche von 29,95 km². Von den Einwohnern waren 2 Weiße, 2 afrikanisch-amerikanischer sowie 203 amerikanisch-indianischer Abstammung.
Beim Zensus im Jahr 2000 wurden 164	 Einwohner gezählt, 2010 waren es 187. Die Bevölkerungsentwicklung war somit in den letzten Jahren ansteigend.